# Gigi Reggi
Gigi Reggi (Milano, 6 settembre 1934) è un giornalista, autore televisivo e produttore televisivo italiano attivo per le reti Mediaset dagli anni ottanta fino al 2012.
Dopo un'esperienza come giornalista per la carta stampata, nel 1984 è entrato in Fininvest per occuparsi delle produzioni del gruppo. È l'ideatore di diversi varietà televisivi, tra i quali si ricorda in particolar modo La sai l'ultima?.

## Biografia
La sua esperienza di giornalista per la carta stampata si è sviluppata negli anni sessanta come redattore della rivista Grazia (1962-1969) e in seguito in qualità di capo redattore di Oggi (dal 1969 al 1979), per poi entrare nel mondo della televisione del 1984 voluto da Silvio Berlusconi, inizialmente come produttore e successivamente come direttore creativo, divenendo con il tempo Capostruttura.
Attivo per le reti Mediaset fino al 2012, nel corso della sua carriera ha curato numerose produzioni, tra cui Al Bano - Storie d'amore, storie d'amicizia, Buffoni!, Campione d'Italia della risata, Celebrità, Come sorelle, Malizie d'Italia, Sabato Vip - La grande sorella, Sembra ieri, Una sera c'incontrammo, Una voce nel sole, Azzurro, alcune edizioni del Festivalbar e di Miss Italia, Donna sotto le stelle, Bellissima, Melaverde, Chi c'è c'è e Sotto a chi tocca. In particolar modo, è ricordato per essere stato l'ideatore del noto varietà di prima serata La sai l'ultima?, del quale sono state realizzate tredici edizioni dal 1992 al 2008.